# Nick Allbrook
Nick Allbrook, né le 23 novembre 1987 à Subiaco, en Australie-Occidentale, est un musicien et multi-instrumentiste de rock psychédélique australien. Il est surtout connu pour être le leader de Pond et membre du duo Allbrook/Avery. Il était membre du groupe live de Tame Impala où il officiait à la guitare et aux claviers de 2009 à 2010 puis à la basse de 2010 à 2013.

## Biographie

### Jeunesse
Né à Perth, en Australie-Occidentale, Allbrook grandit à Fremantle pendant les quatre premières années de sa vie. Il déménage ensuite avec ses parents à Derby, une ville de la région Kimberley d'Australie occidentale, où il vivra jusqu'à l'âge de 12 ans. Après avoir passé huit ans à déménager, Allbrook revient à Perth où il passe la majorité de son adolescence. Pendant sa période où il vivait à Derby, il a fréquenté la Derby District High School. Allbrook a également fréquenté la Christ Church Grammar School de Perth, obtenant son diplôme en 2004.
Allbrook a un frère et une sœur, tous deux « un peu plus âgés ». Pendant la majeure partie de sa vie au lycée, la musique n'a jamais été un centre d'intérêt pour Allbrook. Il s'est concentré sur le skateboard de la 8e à la 11e année, puis s'est investi dans le football. Vers la fin de sa 12e année, il se lie d'amitié avec un autre élève et commence à écouter de la musique. À peu près à la même époque, ses parents lui achètent une guitare, et il commence à prendre des cours avec un professeur local de Perth.
En 2007, il achète une flûte sur eBay, et apprend à jouer grâce à des tutoriels sur Internet.

### Mind Mussel Ceek (2005—2010)
En 2008, après avoir reçu une subvention gouvernementale de 10 000 dollars australiens, Mink Mussel Creek enregistre son premier album. Cependant, en raison de circonstances indépendantes de la volonté de son groupe, les Mink Mussel Creek, concernant principalement un producteur problématique et un processus d'enregistrement dysfonctionnel, l'album n'est jamais sorti. L'album est finalement divulgué sur Internet sous le titre Kingdom Tapes, et les membres du groupe ont pris des chemins séparés. L'année 2011 voit Mink Mussel Creek se reformer et réenregistrer leur album tant attendu, Mink Mussel Manticore. L'album est enregistré en direct à la salle locale de Fremantle, le Norfolk Basement, et sort sur clé USB. En 2014, l'album est également réédité en ligne et en vinyle.

### Tame Impala (2008—2013)
Après avoir soutenu Parker en tant que membre live de Tame Impala pendant cinq ans (2008—2013), Allbrook a quitté le groupe pour « se visser la tête en arrière » et se concentrer sur ses autres projets. Il est remplacé à la basse par un ami de longue date et collègue musicien, Cam Avery.

### Allbrook/Avery (depuis 2011)
Allbrook/Avery est un projet musical entre Nicholas Allbrook et Cam Avery, formé en 2011. Il a débuté lorsque Allbrook, sans domicile fixe à l'époque, s'est installé dans l'arrière-boutique de la maison d'Avery. Ils se sont découvert un amour commun pour la musique lo-fi et commencent à écrire ensemble. Il déclarera que « Allbrook/Avery est juste beaucoup plus un processus détendu... graduel de moi et Cam écrivant des chansons et les partageant l'un avec l'autre et les enregistrant avec les personnes qui nous conviennent ».
À ce jour, le duo sort un album publié, Big 'Art (2011). Un autre album, enregistré avec quatre membres de The Horrors en une semaine en 2013, est « classé » sans « aucune date de sortie à ce jour ». Allbrook déclare qu'il « ne sait pas où il va », tandis qu'Avery explique être en « post-production ». Un troisième album a également été évoqué.

### Carrière solo (depuis 2014)
En 2014, Allbrook sort son premier album solo, Ganough, Wallis and Fatuna.